# Герман фон дем Борне
Герман фон дем Борне (нім. Hermann von dem Borne; 18 вересня 1850, Гайнау — 17 жовтня 1923, Рудольштадт) — німецький офіцер, генерал-лейтенант Прусської армії.

## Біографія
Син майора Прусської армії Альберта фон дем Борне (1804–1883) і його дружини Матильди, уродженої фон Вальдов (1815–1867). 7 квітня 1868 року вступив в 5-й Бранденбурзький піхотний полк №48. Учасник Французько-прусської війни. З березні 1883 року переведений в 3-й Позенський піхотний полк №58, 22 серпня 1891 року — в 2-й піший гвардійський полк. З 25 березня 1893 року — командир 1-го батальйону піхотного полку «Принц Луї-Фердинанд Прусський» (2-го Магдебурзького) №27 в Гальберштадті. З 28 квітня 1896 року — директор військового училища в Глогау. З 29 березня 1900 року — командир піхотного полку «Принц Моріц фон Ангальт-Дессау» (5-го Померанського) №42, з 17 квітня 1903 року — 1-ї піхотної бригади в Кенігсберзі. 2 травня 1907 року вийшов на пенсію.

## Сім'я
4 червня 1881 року в Кюстріні одружився з Мартою фон Лістов (5 червня 1856, Магдебург — 9 березня 1934, Рудольштадт), дочкою генерал-лейтенанта Адольфа фон Лістова. В пари народились 5 дітей. 3 сини Борне загинули в боях Першої світової війни.

## Звання
- Другий лейтенант (7 квітня 1868)
- Перший лейтенант (лютий 1875)
- Гауптман (березень 1883)
- Майор (22 серпня 1891)
- Оберстлейтенант (17 червня 1897)
- Оберст (29 березня 1900)
- Генерал-майор (17 квітня 1903)
- Генерал-лейтенант (14 квітня 1907)

## Нагороди
- Залізний хрест 2-го класу
- Хрест «За вислугу років» (Пруссія)
- Столітня медаль
- Орден Червоного орла 2-го класу з дубовим листям
- Орден Корони (Пруссія) 2-го класу